# Palacio de Queluz
El Palacio Real de Queluz (en portugués: Palácio Real de Queluz), también conocido como el Palacio Nacional de Queluz, fue una de las residencias de la familia real portuguesa. Se sitúa en la población de Queluz, ciudad cercana a Lisboa perteneciente al municipio de Sintra. En origen una pequeña quinta de recreo, el rey Pedro III lo convirtió en un auténtico palacio real a lo largo de varias campañas constructivas durante el siglo XVIII. Tras el incendio de la Real Barraca de Ajuda en 1794, fue la principal residencia de la Casa de Braganza, posición preeminente que mantuvo hasta la invasión francesa de 1807.
Durante el siglo XIX fue progresivamente menos frecuentada y en 1908 Manuel II la cedió al estado. Desde entonces ha sido un museo abierto al público. Tras un incendio en 1934, la mitad del palacio fue completamente destruida, siendo reconstruido después, aunque solo parcialmente. En el año 2000 fue declarado Patrimonio de la Humanidad.

## Historia

### Antecedentes: la Quinta de Queluz
El origen de la Quinta de Queluz se remonta a finales del siglo XVI, cuando Cristóvão de Moura mandó edificar un pequeño pabellón de caza que, en 1630, su hijo Manuel de Moura transformó en una quinta de veraneo. El núcleo de esta primera edificación correspondería a la futura Cozinha Velha (Cocina vieja, actualmente un restaurante).
En 1642, la Quinta de Queluz fue confiscada por el rey Juan IV, debido al apoyo de los de Moura a la causa española, e incorporada a la Casa de Infantado, los bienes que correspondían a la segundogenitura de la Casa de Braganza. Queluz siguió siendo usada como quinta de veraneo, sin grandes alteraciones, a excepción de la reforma de las caballerizas en 1735. Ese mismo año, Queluz fue devuelto a la familia de Moura, marqueses de Castel-Rodrigo, teniendo que pagar la Casa de Infantado un alquiler por su uso.

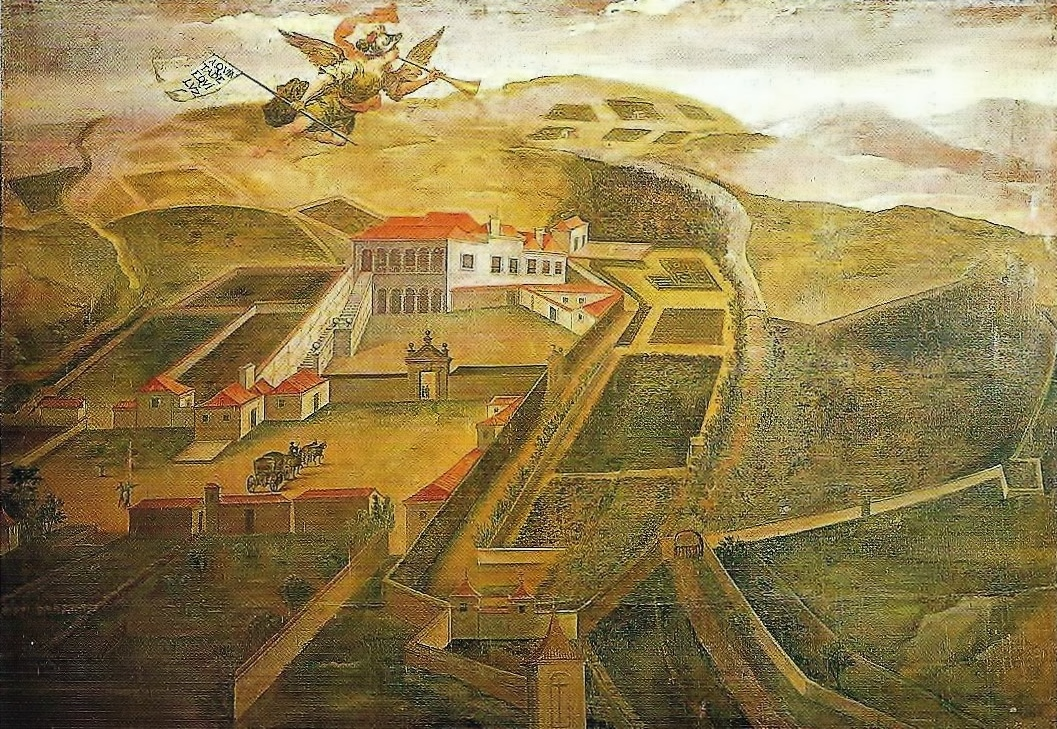
La Quinta de Queluz en el.

### La construcción del palacio (1747-1786)
La gran ampliación de Queluz fue obra del infante, y después rey, Pedro III, creando un palacio real que se convertiría en un referente de la arquitectura palatina del siglo XVIII.

#### La primera campaña (1747-1760)
Las primeras obras empezaron en 1747, alterando el terreno y el parque circundante. No fue hasta 1751, después del incendio del palacio Corte Real, residencia lisboeta del infante Pedro, cuando se dio prioridad a los edificios. El año siguiente Mateus Vicente de Oliveira amplió el viejo palacio hacia el sur, creando el denominado Cuerpo Central; en el extremo este también se edificó una nueva capilla. En 1757 Pedro compró finalmente la Quinta de Queluz al marqués de Castel-Rodrigo.

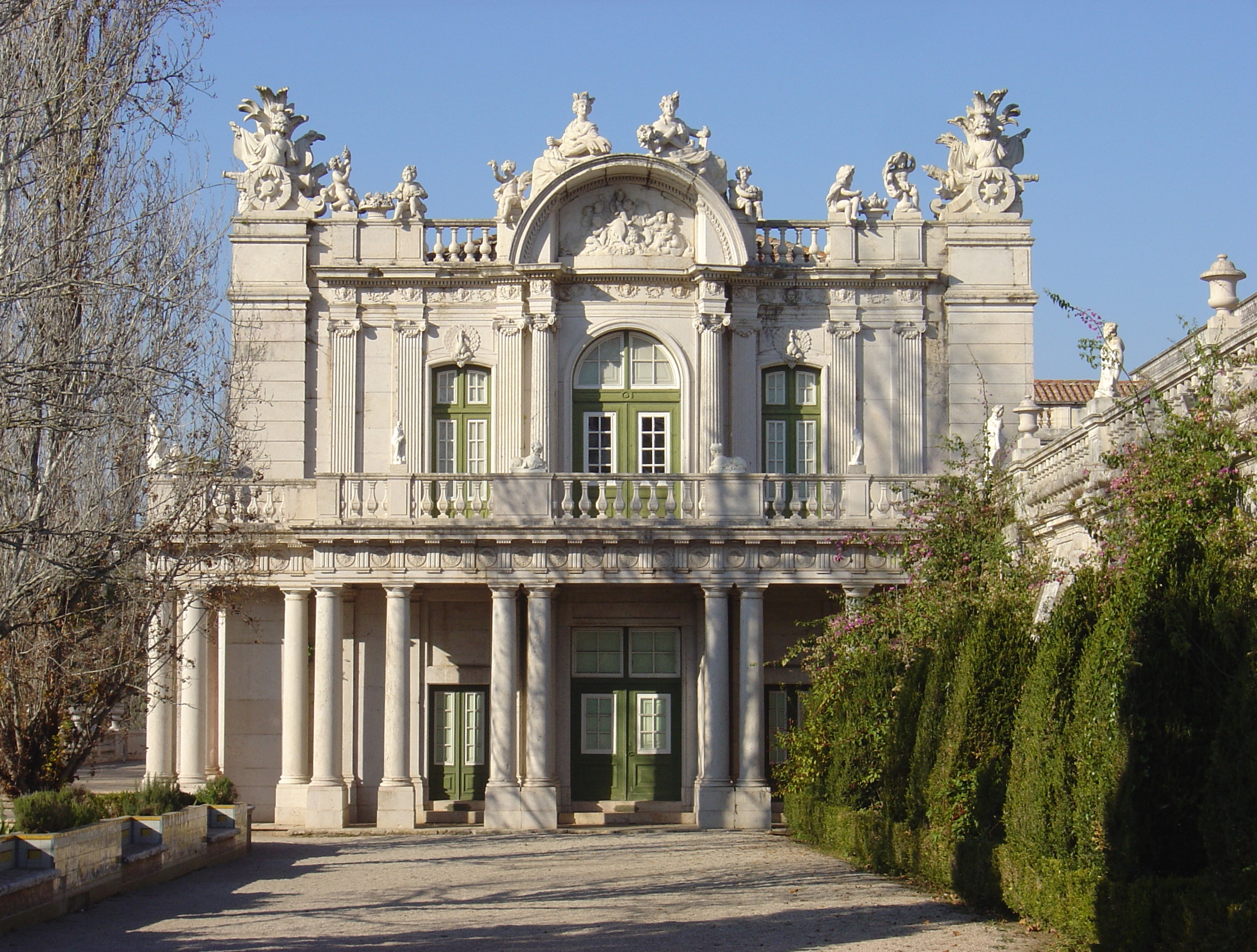
El "Pabellón Robillion".

En 1758 el arquitecto Jean Baptiste Robillion se convirtió en director de obras de Queluz, iniciando la construcción del ala oeste con el gran Salón de Embajadores destinado a los besamanos y del llamado "Pabellón Robillion" con los aposentos del infante.

#### La segunda campaña (1760-1777)
Tras su boda con la princesa heredera María en 1760, el infante Pedro se convirtió en príncipe de Brasil y la Quinta de Queluz en palacio real. La campaña de obras se intensificó con la creación del ala este que contendría dos nuevos grandes espacios de recepción: la Sala de Música y el Salón del Trono. De 1764 a 1767 Robillion realizó la decoración rococó de la fachada principal cara al jardín; en 1768 se inició la decoración de la Sala del Trono, terminada en 1774; y el mismo año se edificó una nueva Casa da Ópera (teatro de corte) en un nuevo pabellón al extremo sur del ala este.

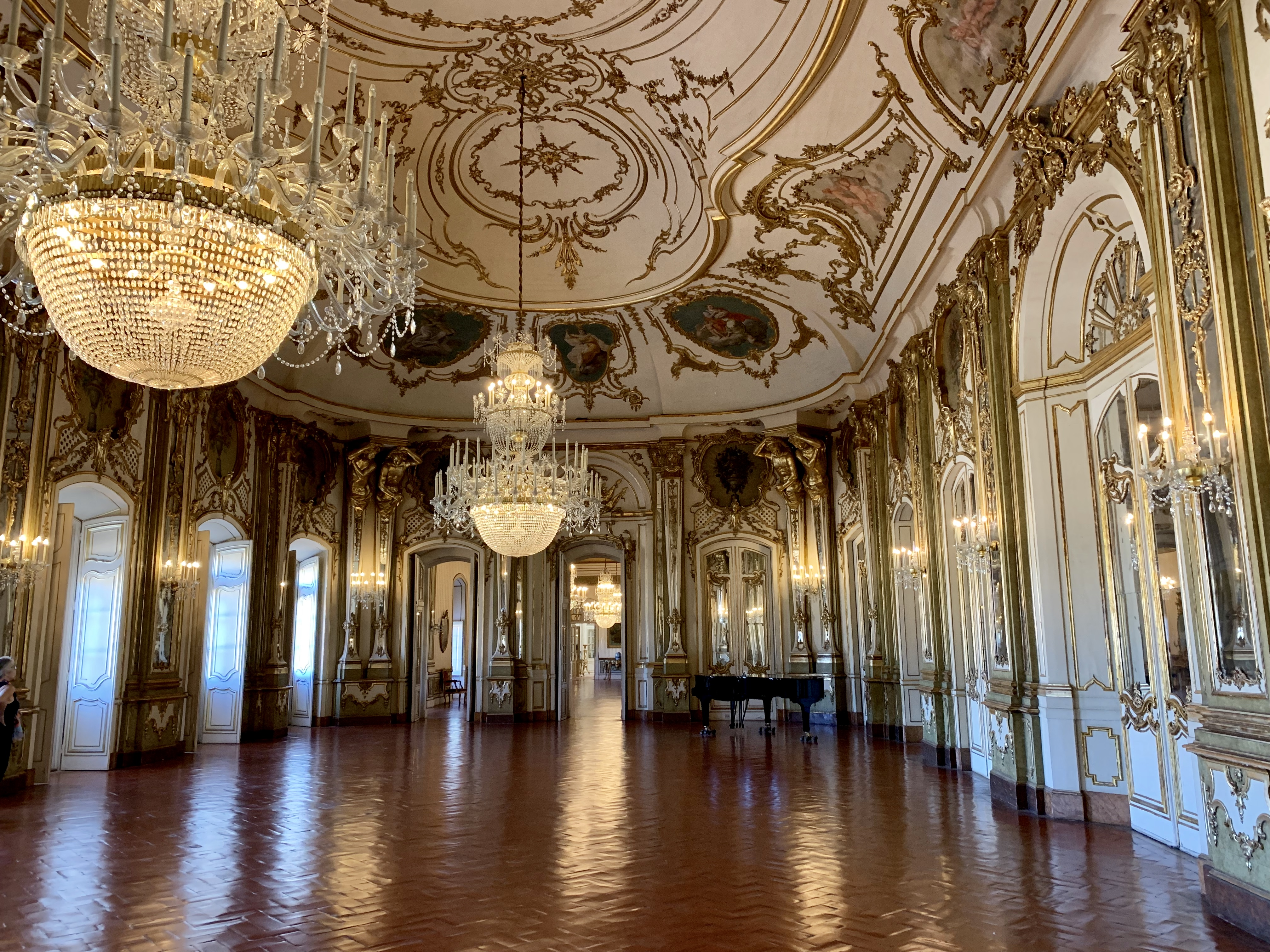
El Salón del Trono.

#### La tercera campaña (1777-1786)
La última campaña tuvo lugar a partir de 1777, año en que Pedro y María ascendieron al trono, y se caracterizó por terminar los proyectos anteriores y adecuar el palacio a la creciente familia real. A partir de 1784 el arquitecto Manuel Caetano de Sousa dirigió las obras tras el fallecimiento de Robillion, encargándose de edificar unas nuevas caballerizas y de demoler la Casa da Ópera (inaugurada en 1782) para edificar un nuevo pabellón destinado al príncipe heredero José. El año siguiente amplió el palacio con un piso superior para el infante Juan y a su esposa la infanta Carlota Joaquina de España.
Al fallecer Pedro III en 1786, el palacio de Queluz estaba en gran medida terminado. En su construcción habían participado los mejores arquitectos, decoradores y jardineros de Europa; sin embargo, a pesar de la influencia italiana y francesa, el palacio tenía rasgos típicamente portugueses, tales como la baldosa azul, los famosos azulejos. El palacio se había concebido como residencia veraniega y de recreo, las audiencias solemnes seguían teniendo lugar en la Real Barraca de Ajuda. La primera audiencia oficial en Queluz solo tuvo lugar en 1782, con motivo de la visita del nuevo nuncio apostólico, Vicente Ranuzi.

### La residencia real y la invasión francesa (1786-1808)
Poco después del fallecimiento de Pedro III, falleció su primogénito José, agravándose el estado de salud de la reina María I, que pasó a residir en el pabellón del extremo sureste, en origen destinado a su hijo y que desde entonces se conocería como Pavilhão D. Maria. En 1792, el príncipe Juan asumió la regencia en nombre de su madre. Tras el incendio de la Real Barraca de Ajuda en 1794, Queluz se convirtió en la principal residencia de la familia real portuguesa. El palacio sufrió entonces pequeños cambios decorativos, como nuevos doseles para el Salón de Embajadores y el Salón del Trono, o el enmoquetado de varias salas, sustituido a inicios del siglo XIX por parqué.
El 27 de noviembre de 1807, ante la invasión francesa, la familia real abandonó Portugal partiendo al Brasil. Durante la ocupación napoleónica el palacio experimentó importantes trastoques de mobiliario, ya que el general Junot encargó el traslado de varias piezas al palacio de Bemposta, su residencia. Asimismo también se encargaron redecoraciones en nueve salas, probablemente en previsión de una visita de Napoléon. En julio de 1808 salieron del palacio varias piezas de la vajilla de plata, y en septiembre del mismo año se convirtió en cuartel general de las tropas inglesas.

### El lento decaer del palacio (1808-1908)
Tras la tormenta napoléonica el palacio de Queluz no volvió a recuperar su importancia de antaño. Aunque de 1819 a 1821 tuvieron lugar importantes obras de redecoración interiores, Juan VI prefirió el palacio de Bemposta en Lisboa y, tras negarse a jurar la constitución de 1822, la reina Carlota Joaquina fue exiliada al palacio de Ramalhão en Sintra.

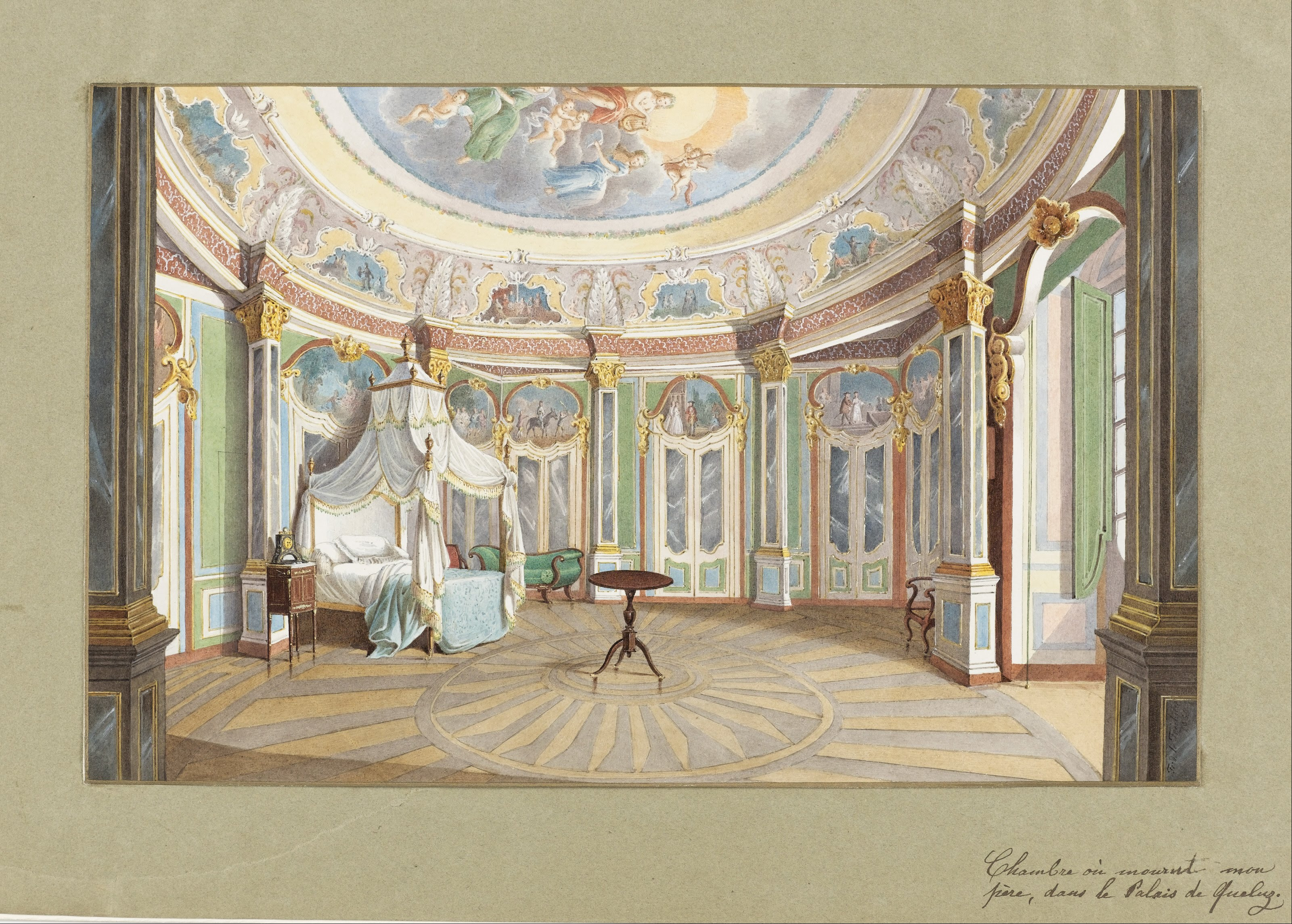
El dormitorio donde falleció el rey Pedro IV, en 1834.

Tras el ascenso de Miguel I al trono en 1826, Queluz volvió a ser residencia habitual del monarca, así como de la reina Carlota Joaquina y de la princesa María Benedicta, ambas fallecieron en el palacio en 1830 y 1829, respectivamente. Tras el fin de las guerras liberales y la expulsión del absolutista Miguel I, el 28 de marzo de 1834 se decretó la extinción de la Casa de Infantado y el paso de sus palacios (entre ellos Queluz) al servicio de la Corona. El rey Pedro IV, primer emperador del Brasil, falleció en el palacio el 24 de septiembre de 1834.
Desde entonces los distintos monarcas portugueses solo visitarían Queluz de forma esporádica, prefiriendo los palacios lisboetas de Necessidades y Ajuda como residencia habitual; el palacio de Vila Viçosa, el de Mafra y la Quinta de Alfeite para las cacerías y la ciudadela de Cascais como residencia veraniega. A mediados del siglo XIX el rey consorte Fernando II ordenó el traslado de muebles y objetos de Queluz a los palacios de Necessidades y Ajuda. El rey Luis I y la reina María Pia visitaron ocasionalmente el palacio, adecuándose para ellos un comedor, un salón de fumar y un taller de escultura para al reina. En 1901 el consejo superior de Monumentos Nacionales alertó del mal estado en que se encontraba el palacio y, finalmente en 1908, el rey Manuel II lo cedió a la Fazenda Nacional (Patrimonio del Estado).

### El palacio como museo (1908-2020)
Tras la proclamación de la República portuguesa en 1910, el Palacio Real de Queluz pasó a denominarse Palacio Nacional de Queluz, del mismo modo que otras residencias reales históricas. Aunque abierto al público de forma regular, parte de sus edificios sirvieron para albergar la Escuela Agrícola de Pomología y Horticultura. De 1913 a 1921 se restauraron varias salas, y en 1931 empezó la restauración de las cubiertas y la instalación eléctrica.

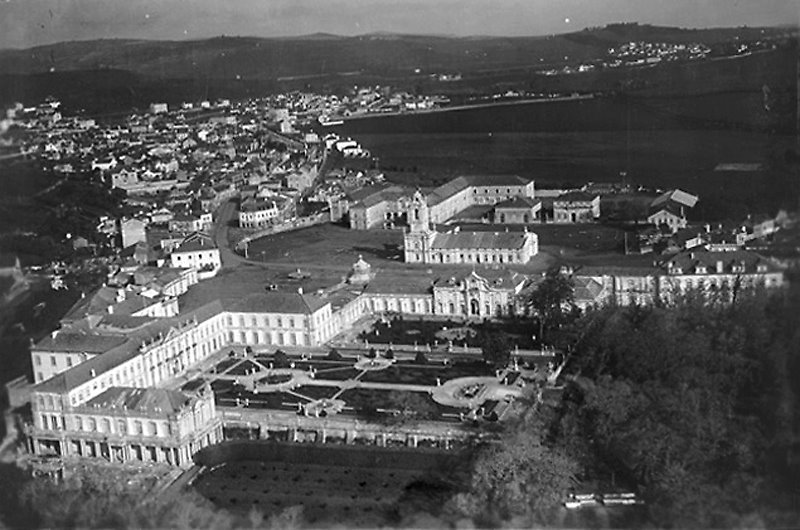
El Palacio de Queluz hacia los años 20, con el piso superior destruido en 1934.

El 4 de octubre de 1934, a raíz de las obras de restauración, el palacio de Queluz sufrió un devastador incendio, que destruyó el Pabellón Robillion, el Cuerpo Central y la práctica totalidad del piso superior. La reconstrucción empezó el año siguiente, pero por cuestiones prácticas y financieras se decidió no reconstruir el piso superior al completo. También fue controvertida la demolición en 1939 de la vieja casa de la década de 1630 edificada por Manuel de Moura. El palacio restaurado fue inaugurado en 1940 y dos años después una estatua conmemorativa de María I se colocó en el patio de entrada.
En 1957 el llamado Pavilhão D. Maria se acondicionó para albergar a jefes de Estado extranjeros en visita oficial, la primera ocupante fue la reina Isabel II el mismo año. Más recientemente, en 2014, albergó a los reyes de España, Felipe VI y Letizia.

En 2000, el Palacio de Queluz fue declarado Patrimonio de la Humanidad y doce años después, pasó a ser gestionado por la empresa pública Parques de Sintra - Monte da Lua. Empezó entonces un amplio programa de revalorización y recuperación que incluyó la completa renovación de las fachadas, que recuperaron sus colores originales entre 2015 y 2016.

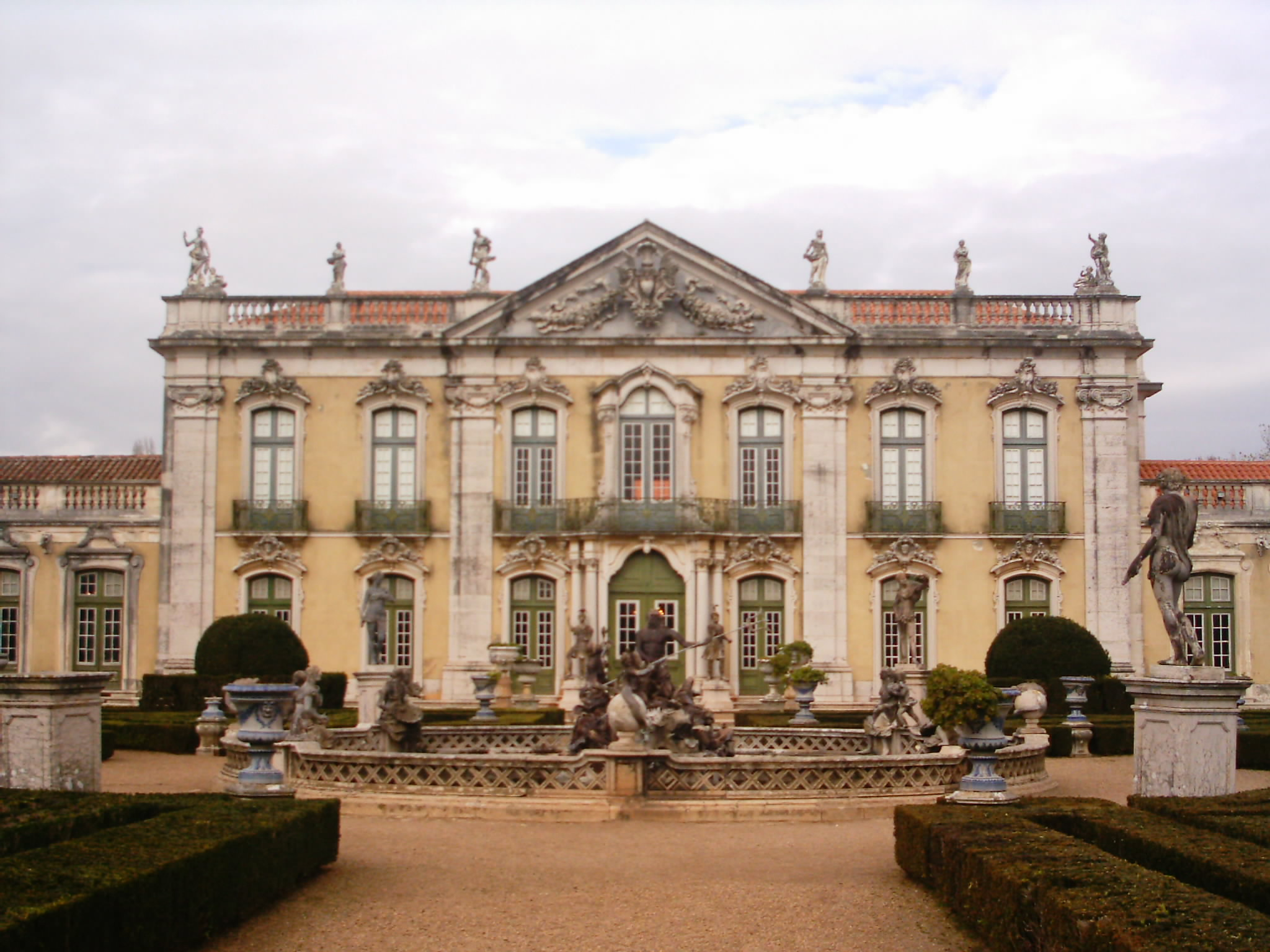
El Cuerpo Central antes de la restauración.
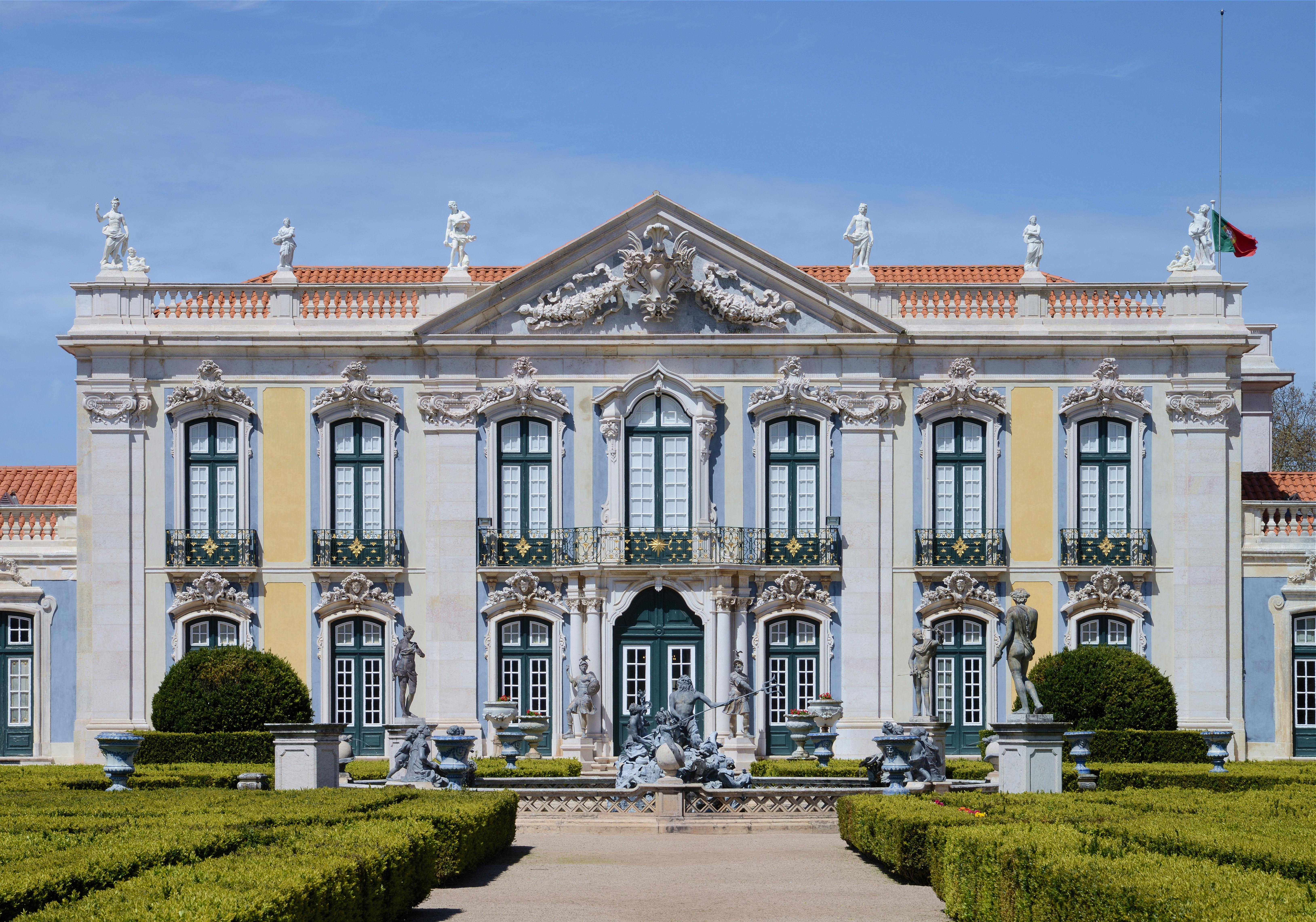
El Cuerpo Central después de la restauración.
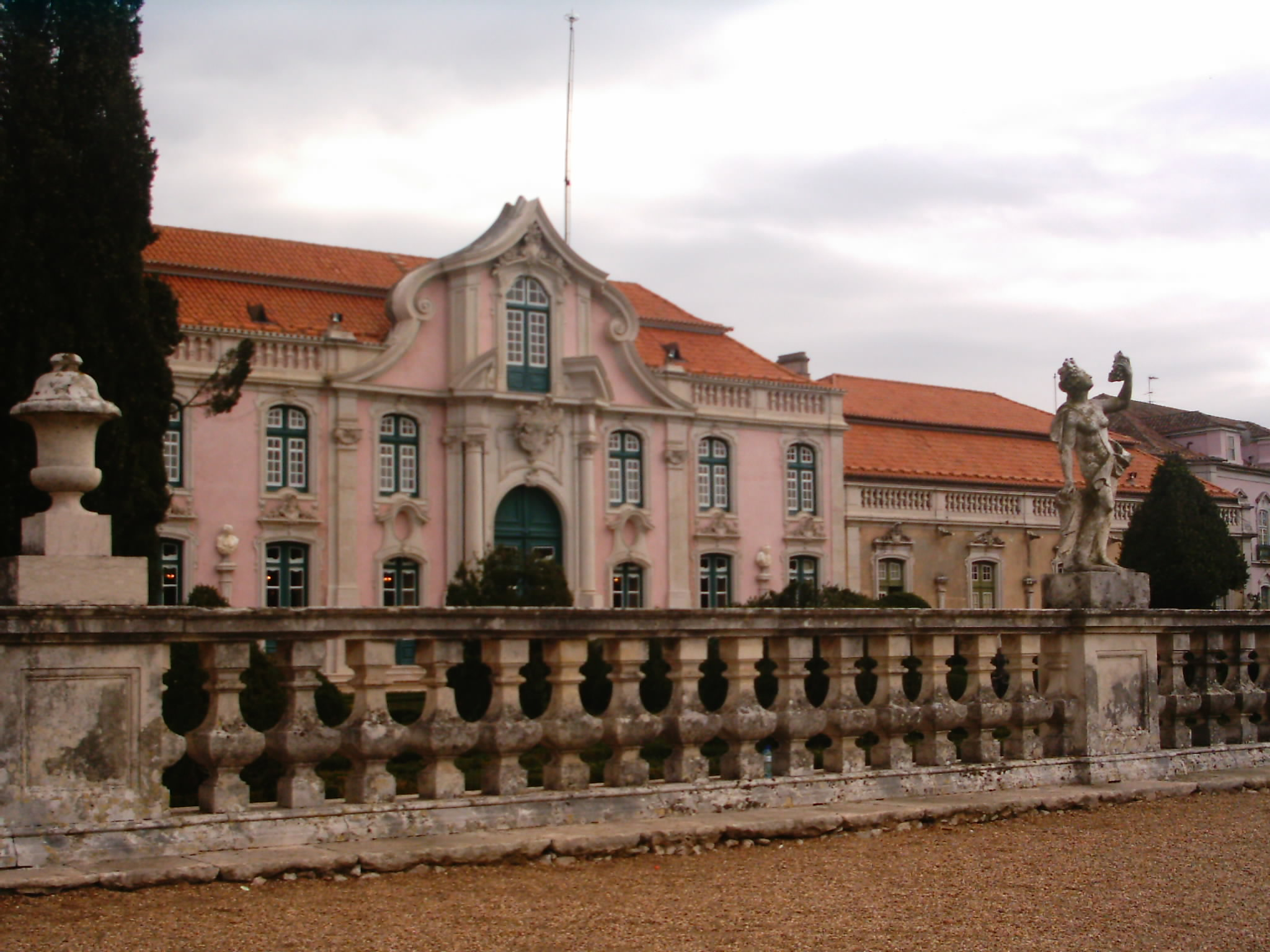
El Salón del Trono antes de la restauración.
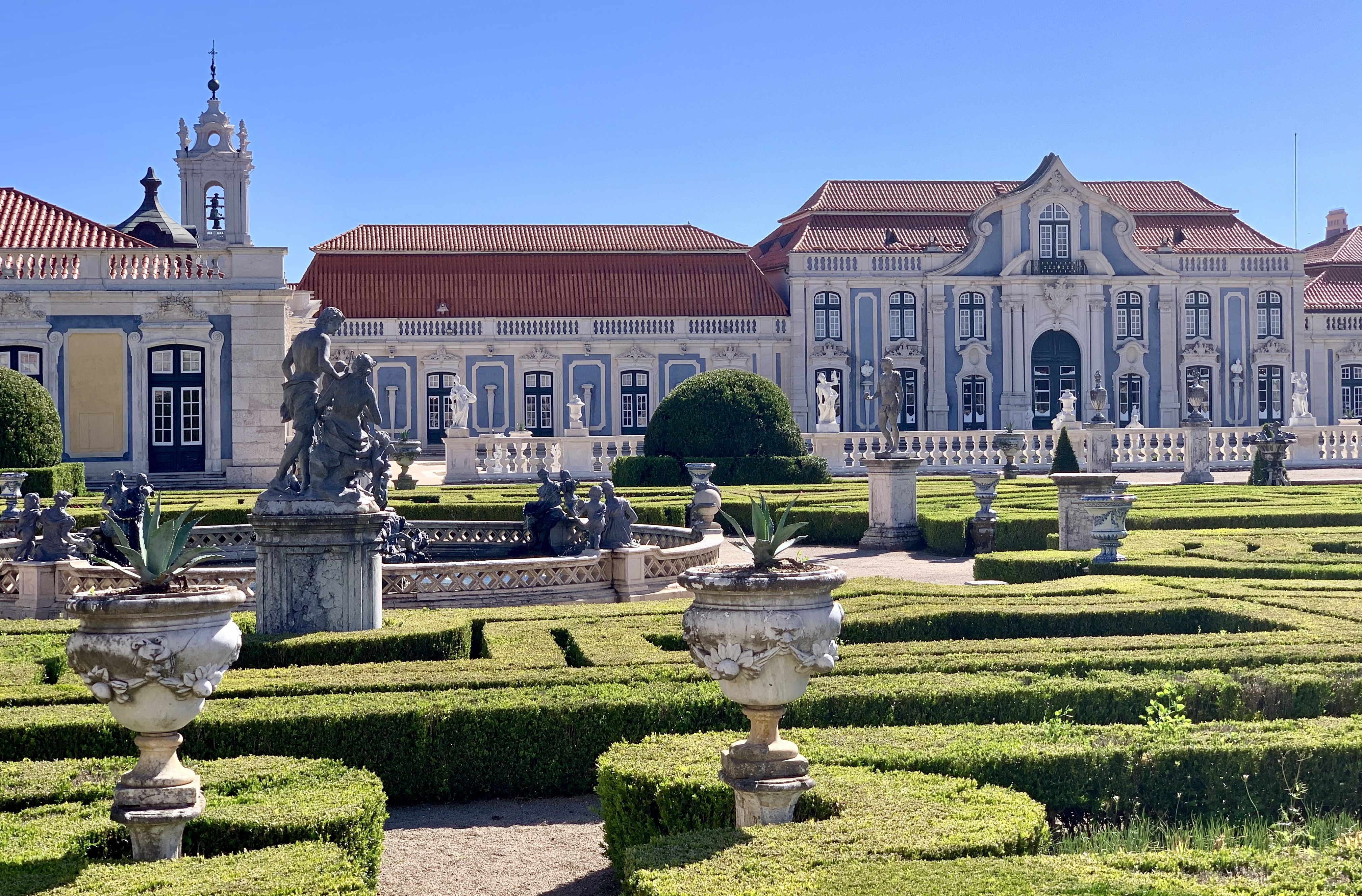
El Salón del Trono después de la restauración.

## Interior
El interior del palacio recibió no menos atenciones que el exterior en cuanto a los detalles y al diseño. Fueron empleados artesanos franceses para decorar los salones y habitaciones, muchas de las cuales eran pequeñas. Se representaron en sus paredes y techos alegorías y escenas históricas. Se utilizaron baldosas de barro cocido pulidas en los suelos, las cuales daban un aspecto rústico, pero también servían para refrescar el palacio en época de calor.